# Gierojskaja
Gierojskaja (ros. Геройская) – przystanek kolejowy w miejscowości Pawłowo, w rejonie kirowskim, w obwodzie leningradzkim, w Rosji. Położony jest na linii z petersburskiego Dworca Ładoskiego do Gor.